# Талана
Талана (итал. Talana) је насеље у Италији у округу Нуоро, региону Сардинија.
Према процени из 2011. у насељу је живело 976 становника. Насеље се налази на надморској висини од 696 м.

## Становништво
Према резултатима пописа становништва 2011. у општини је живело 1.069 становника.
| 1931. | 1936. | 1951. | 1961. | 1971. | 1981. | 1991. | 2001. | 2011. |
| ----- | ----- | ----- | ----- | ----- | ----- | ----- | ----- | ----- |
| 872   | 916   | 1.138 | 1.347 | 1.292 | 1.272 | 1.215 | 1.129 | 1.069 |